# الوزاینا
الوزاینا (به اسپانیایی: Alozaina) یک شهرستان در اسپانیا است که در اندلس واقع شده‌است.